# 数字化反乌托邦

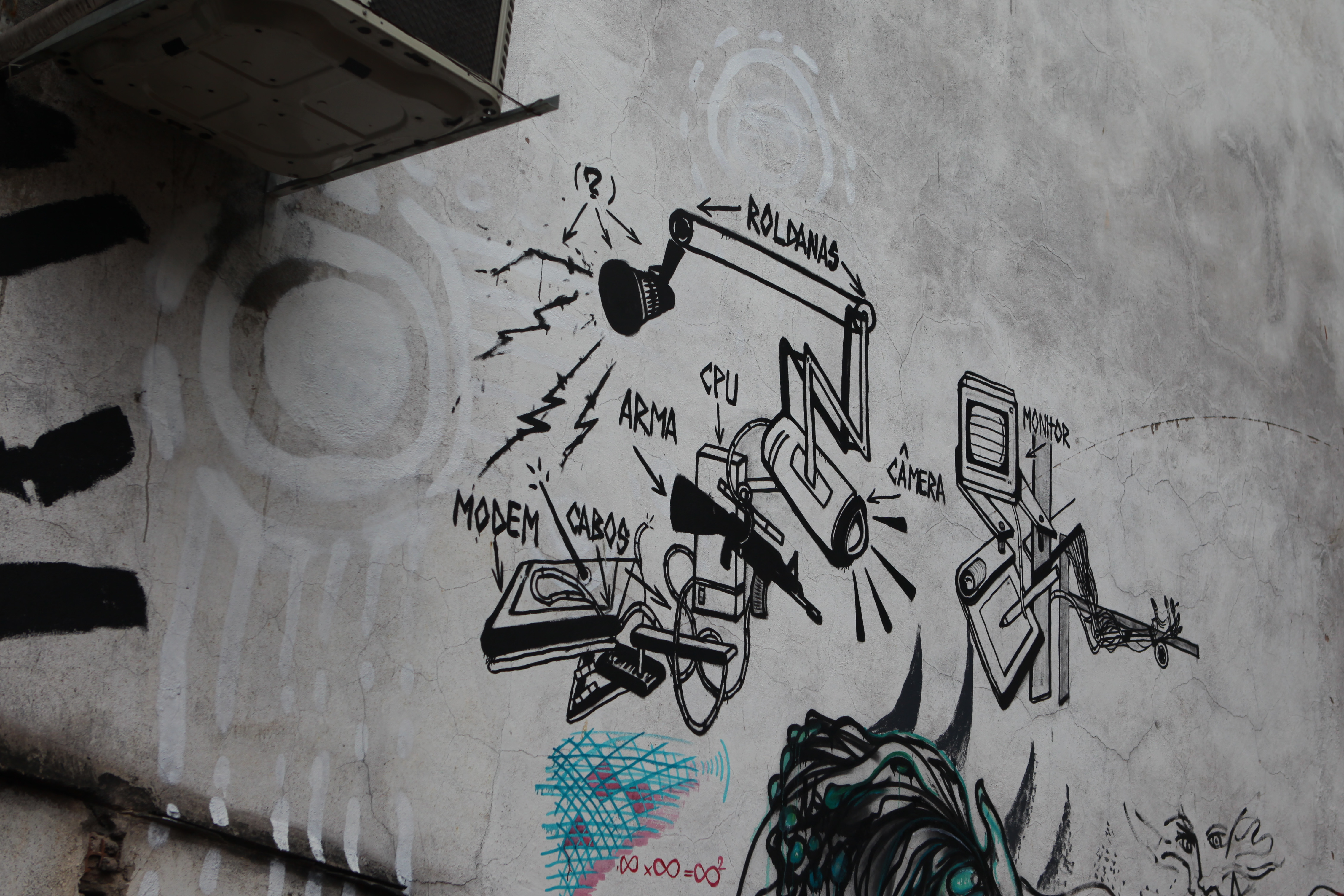
数字化反乌托邦题材的街景涂鸦

数字化反乌托邦是一種學說，支持該學說的人認為数字化技术以及算法會對社会造成極大大破坏。 有人認為数字化反乌托邦還會加剧社会问题，如社会分裂以及强化消费主义。